# Destroy What You Enjoy
Destroy What You Enjoy é o sexto álbum de estúdio da banda Powerman 5000, lançado em 1 de Agosto de 2006 pela gravadora DRT Entertainment.
| Críticas profissionais                                                      | Críticas profissionais |
| Avaliações da crítica                                                       | Avaliações da crítica  |
| Fonte                                                                       | Avaliação              |
| --------------------------------------------------------------------------- | ---------------------- |
| allmusic                                                                    | [ 1 ]                  |
| CANOE                                                                       | (sem nota)             |
| PopMatters                                                                  | [ 3 ]                  |
| Esta tabela precisa de ser acompanhada por texto em prosa. Consulte o guia. |                        |

## Faixas
| N.º | Título                             | Duração |  |
| 1.  | "Construction of the Masses Pt. 1" |         |  |
| 2.  | "Destroy What You Enjoy"           |         |  |
| 3.  | "Return to the City of the Dead"   |         |  |
| 4.  | "Wild World"                       |         |  |
| 5.  | "Enemies"                          |         |  |
| 6.  | "Murder"                           |         |  |
| 7.  | "Now That's Rock 'N Roll"          |         |  |
| 8.  | "All My Friends Are Ghosts"        |         |  |
| 9.  | "Walking Disaster"                 |         |  |
| 10. | "Who Do You Think You Are?"        |         |  |
| 11. | "Construction of the Masses Pt. 2" |         |  |
| 12. | "Miss America"                     |         |  |
| 13. | "Heroes and Villians"              |         |  |

Faixa Bônus
| N.º | Título                          | Duração |  |
| 14. | "When Worlds Collide" (Ao Vivo) |         |  |

## Desempenho nas paradas musicais
| Parada musical (2006)                   | Melhor posição |
| --------------------------------------- | -------------- |
| Estados Unidos (Billboard 200)          | 120            |
| Estados Unidos (Top Independent Albums) | 7              |